# Stromořadí studentů v Modřanech
Stromořadí studentů v Modřanech je významná alej složená z několika druhů lip, která se nachází v Praze 4 v ulici U Modřanské školy po její severní straně.

## Popis
V jednořadé aleji jsou lípy srdčité (Tilia cordata), velkolisté (Tilia platyphyllos) a zelené (Tilia euchlora). Obvod jejich kmenů je od 106 do 249 cm (2016), výška není uvedena; stáří je přibližně 75 let (r. 2016). V databázi významných stromů Prahy je alej od roku 2015.

## Historie
Lipovou alej s devíti lipami vysadili občané Modřan roku 1940 na památku devíti představitelů studentských spolků, popravených nacisty 17. listopadu 1939 po protestech proti nacistické okupaci a po uzavření českých vysokých škol. Během let jedna z lip zanikla a místo ní byla roku 2003 zasazena lípa nová.

## Památník
Při aleji je památník se jmény popravených a pamětní kámen nesoucí nápis:
Stromořadí původně devíti lip bylo vysázeno občany Modřan v roce 1940 na památku devíti studentů popravených nacisty dne 17. 11. 1939
Nápis na pamětním kameni

## Galerie

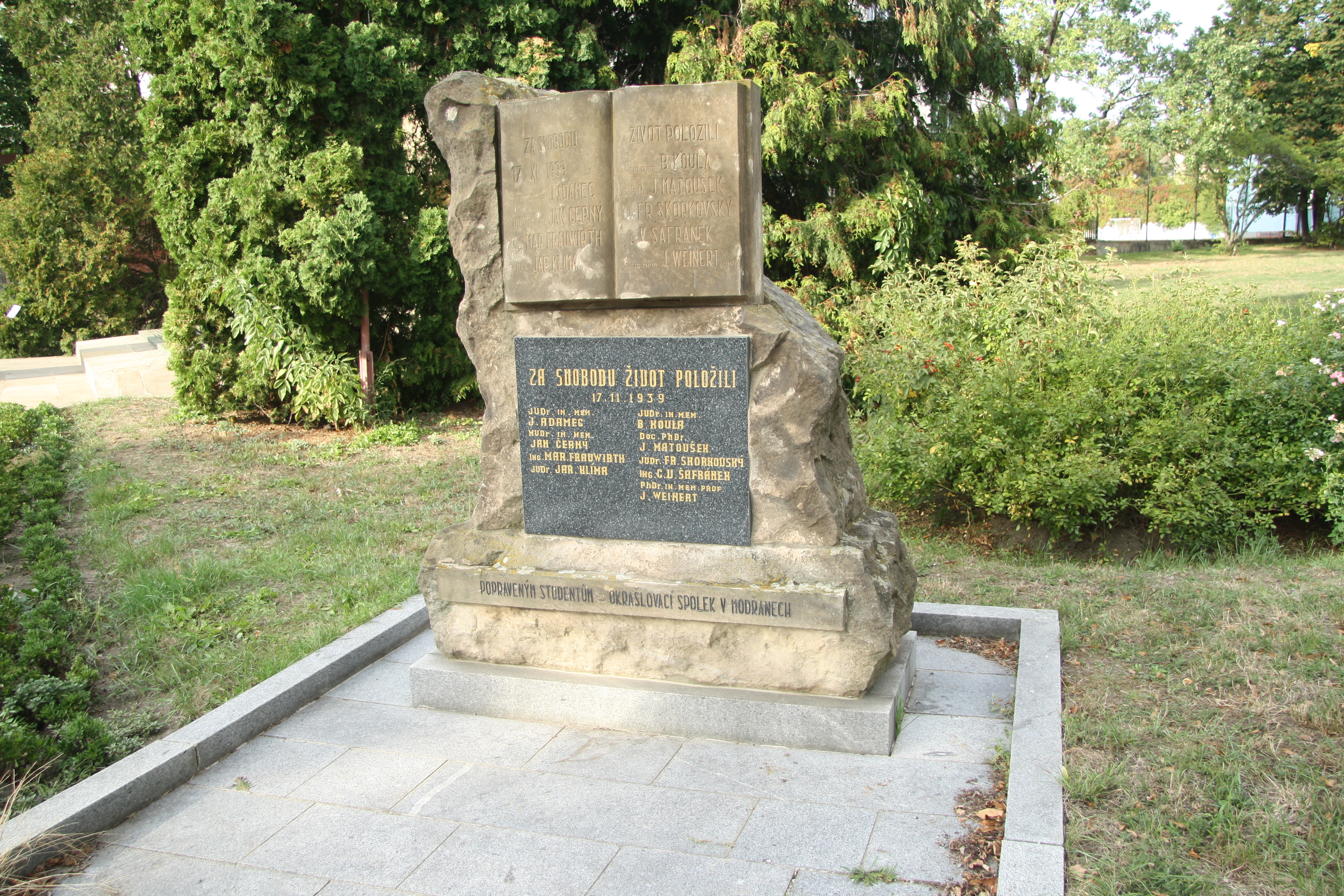
Památník studentů
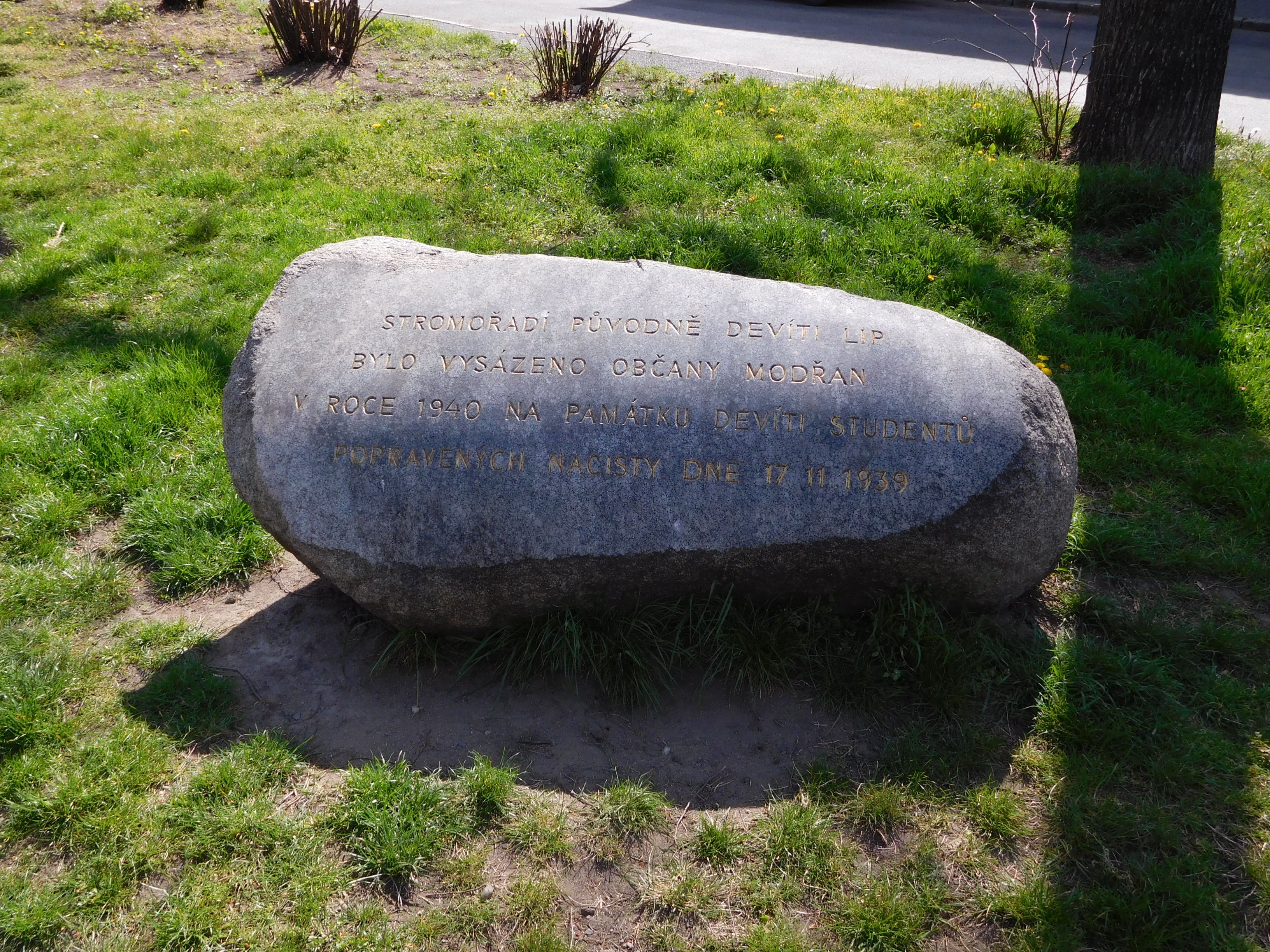
Pamětní kámen